# مارتین امرهاوزر
مارتین امرهاوزر (آلمانی: Martin Amerhauser؛ زادهٔ ۲۳ ژوئیهٔ ۱۹۷۴) یک بازیکن فوتبال اهل اتریش است.
وی همچنین در تیم ملی فوتبال اتریش بازی کرده‌است.